# Pheia haemapera
Pheia haemapera là một loài bướm đêm thuộc phân họ Arctiinae, họ Erebidae.